# Gustave-Adolphe de Mecklembourg-Güstrow
Gustave-Adolphe de Mecklembourg-Güstrow, (en allemand Gustav-Adolf von Mecklenburg-Güstrow) (né le 26 février 1633 à Güstrow et mort le 6 octobre 1695  dans la même ville) est un duc souverain allemand du XVIIe siècle.

## Biographie
Fils de Jean-Albert II de Mecklembourg-Güstrow et de Éléonore d'Anhalt-Bernbourg, Gustave-Adolphe de Mecklembourg-Güstrow fut duc de Mecklembourg-Güstrow de 1654 à 1695. Comme il était encore mineur au décès de son père, Adolphe-Frédéric Ier de Mecklembourg-Schwerin assura la régence jusqu'à sa majorité. Déclaré majeur en 1654, il régna jusqu'à son décès survenu en 1695.

### Mariage et descendance
En 1654, Gustave-Adolphe de Mecklembourg-Güstrow épousa Madeleine-Sibylle (1631-1719), fille de Frédéric III de Holstein-Gottorp. Onze enfants sont nés de cette union :
- Jean (1660-1660) ;
- Éléonore (1657-1674) ;
- Marie de Mecklembourg-Güstrow (1659-1701), épouse en 1654 le futur duc Adolphe-Frédéric II de Mecklembourg-Strelitz ;
- Madeleine (1660-1702) ;
- Sophie (1662-1738), épouse en 1700 le duc Christian Ier de Wurtemberg-Oels ;
- Christine (1663-1749), épouse le 4 mai 1683 le comte Ludwig Christian zu Stolberg-Gedern ;
- Charles de Mecklembourg-Güstrow (1664-1688), épouse en 1687 Marie-Amélie de Brandebourg († 1739), fille de Frédéric-Guillaume Ier de Brandebourg ;
- Hedwige de Mecklembourg-Güstrow (1666-1735), épouse en 1686 le futur duc Auguste de Saxe-Mersebourg-Zörbig ;
- Louise (1667-1721), épouse en 1695 le futur roi Frédéric IV de Danemark ;
- Élisabeth de Mecklembourg-Güstrow (1668-1738), épouse en 1692 le futur duc Henri de Saxe-Mersebourg ;
- Auguste (1674-1756).

## Généalogie
Gustave-Adolphe de Mecklembourg-Güstrow appartient à la première branche de la Maison de Mecklembourg (lignée Mecklembourg-Güstrow). Cette lignée s'éteignit avec ce prince en 1695.

## À noter
- Après cinq ans d'une longue polémique concernant la succession du Mecklembourg-Güstrow, en 1701, l'acte de succession de Hambourg partagea le duché de Mecklembourg-Güstrow entre Adolphe-Frédéric II de Mecklembourg-Strelitz et Frédéric Guillaume de Mecklembourg-Schwerin. Ainsi naquit les duchés de Mecklembourg-Strelitz et Mecklembourg-Schwerin.